# Stenoserica interpunctata
Stenoserica interpunctata är en skalbaggsart som beskrevs av Karl Henrik Boheman 1860. Stenoserica interpunctata ingår i släktet Stenoserica och familjen Melolonthidae. Inga underarter finns listade i Catalogue of Life.